# Hedyotis patens
Hedyotis patens är en måreväxtart som beskrevs av Henry Nicholas Ridley. Hedyotis patens ingår i släktet Hedyotis och familjen måreväxter. Inga underarter finns listade i Catalogue of Life.